# 유로파 리포트
유로파 리포트(Europa Report)는 미국에서 제작된 세바스찬 코르데로 감독의 2013년 SF, 스릴러 영화이다. 샬토 코플리 등이 주연으로 출연하였다.

## 출연

### 주연
- 샬토 코플리
- 미카엘 니크비스트
- 카롤리나 위드라

### 조연
- 크리스찬 카마고
- 오언조
- 엠베스 데이비츠
- 댄 포글러
- 아나마리아 마린카
- 이시아 위트락 주니어

## 제작진
- 프로듀서: 벤 브로닝
- 시각효과: 대니 김
- 배역: 에이비 코프먼